# Shimpling
Shimpling – wieś w Anglii, w hrabstwie Suffolk, w dystrykcie Babergh. Leży 31 km na zachód od miasta Ipswich i 91 km na północny wschód od Londynu. Miejscowość liczy 420 mieszkańców.